# Dorpenomloop Rucphen 2016
La 40e édition du Dorpenomloop Rucphen a eu lieu le 13 mars 2016. La course fait partie du calendrier UCI Europe Tour 2016 en catégorie 1.2.
L'épreuve a été remportée lors d'un sprint massif par le Lituanien Aidis Kruopis (Verandas Willems) respectivement devant le Belge Antoine Demoitié (Wanty-Groupe Gobert) et son compatriote Coen Vermeltfoort (Join-S-De Rijke).

## Présentation

### Équipes
Classé en catégorie 1.2 de l'UCI Europe Tour, le Dorpenomloop Rucphen est par conséquent ouvert aux équipes continentales professionnelles néerlandaises, aux équipes continentales professionnelles étrangères dans la limite de deux, aux équipes continentales, aux équipes nationales et aux équipes régionales et de clubs.
Vingt-cinq équipes participent à ce Dorpenomloop Rucphen - trois équipes continentales professionnelles, dix-huit équipes continentales et quatre équipes régionales et de clubs :
| Équipes continentales professionnelles | Équipes continentales professionnelles | Équipes continentales professionnelles |
| Nom de l'équipe                        | Pays                                   | Code                                   |
| -------------------------------------- | -------------------------------------- | -------------------------------------- |
| Roth                                   | Suisse                                 | ROT                                    |
| Topsport Vlaanderen-Baloise            | Belgique                               | TSV                                    |
| Wanty-Groupe Gobert                    | Belgique                               | WGG                                    |

| Équipes continentales | Équipes continentales | Équipes continentales |
| Nom de l'équipe       | Pays                  | Code                  |
| --------------------- | --------------------- | --------------------- |
| 3M                    | Belgique              | MMM                   |
| An Post-ChainReaction | Irlande               | SKT                   |
| Baby-Dump             | Pays-Bas              | BBD                   |
| Differdange-Losch     | Luxembourg            | CCD                   |
| Jo Piels              | Pays-Bas              | CJP                   |
| Join-S-De Rijke       | Pays-Bas              | RIJ                   |
| Kuota-Lotto           | Allemagne             | TKG                   |
| Leopard               | Luxembourg            | LPC                   |
| Metec-TKH-Mantel      | Pays-Bas              | MET                   |
| NFTO                  | Royaume-Uni           | NPC                   |
| Parkhotel Valkenburg  | Pays-Bas              | PVC                   |
| Rabobank Development  | Pays-Bas              | RDT                   |
| Rad-net Rose          | Allemagne             | RNR                   |
| Ringeriks-Kraft       | Norvège               | KRA                   |
| Riwal Platform        | Danemark              | RIW                   |
| SEG Racing Academy    | Pays-Bas              | SEG                   |
| Verandas Willems      | Belgique              | VWT                   |
| Wiggins               | Royaume-Uni           | WGN                   |

| Équipes régionales et de clubs | Équipes régionales et de clubs | Équipes régionales et de clubs |
| Nom de l'équipe                | Pays                           | Code                           |
| ------------------------------ | ------------------------------ | ------------------------------ |
| BMC Development                | États-Unis                     | -                              |
| Lotto-Soudal U23               | Belgique                       | -                              |
| Willebrord Wil Vooruit         | Pays-Bas                       | -                              |
| WV De Jonge Renner             | Pays-Bas                       | -                              |

## Classements

### Classement final
| Classement final | Classement final     | Classement final | Classement final            | Classement final  |
|                  | Coureur              | Pays             | Équipe                      | Temps             |
| ---------------- | -------------------- | ---------------- | --------------------------- | ----------------- |
| 1er              | Aidis Kruopis        | Lituanie         | Verandas Willems            | en 4 h 17 min 3 s |
| 2e               | Antoine Demoitié     | Belgique         | Wanty-Groupe Gobert         | m.t               |
| 3e               | Coen Vermeltfoort    | Pays-Bas         | Join-S-De Rijke             | m.t               |
| 4e               | Alberto Cecchin      | Italie           | Roth                        | m.t               |
| 5e               | Remco te Brake       | Pays-Bas         | Parkhotel Valkenburg        | m.t               |
| 6e               | Pieter Vanspeybrouck | Belgique         | Topsport Vlaanderen-Baloise | m.t               |
| 7e               | Amaury Capiot        | Belgique         | Topsport Vlaanderen-Baloise | m.t               |
| 8e               | Fabian Lienhard      | Suisse           | BMC Development             | m.t               |
| 9e               | Elmar Reinders       | Pays-Bas         | Jo Piels                    | m.t               |
| 10e              | Jordi Talen          | Pays-Bas         | Join-S-De Rijke             | m.t               |
| modifier         |                      |                  |                             |                   |

### UCI Europe Tour
Ce Dorpenomloop Rucphen attribue des points pour l'UCI Europe Tour 2016, par équipes seulement aux coureurs des équipes continentales professionnelles et continentales, individuellement à tous les coureurs sauf ceux faisant partie d'une équipe ayant un label WorldTeam.
| Position           | 1er | 2e | 3e | 4e | 5e | 6e | 7e | 8e à 10e |
| Classement général | 40  | 30 | 25 | 20 | 15 | 10 | 5  | 3        |

## Liste des participants
- Liste de départ complète